# Manhattan nocturno (2016)
Manhattan Nocturno es una película estadounidense de suspenso y crimen lanzada en 2016, escrita y dirigida por Brian DeCubellis. La trama se basa en la novela de 1996 Manhattan Nocturne escrita por Colin Harrison. El elenco está encabezado por Adrien Brody, Yvonne Strahovski, Jennifer Beals y Campbell Scott. La película tuvo su estreno el 20 de mayo de 2016 a través de Lionsgate Premiere.

## Trama
La trama se desarrolla a través de la perspectiva en primera persona de Porter Wren, un columnista y reportero policial de un periódico de la ciudad de Nueva York, conocido por su habilidad para escuchar. Una noche, Porter asiste a una fiesta post-trabajo organizada por Hobbs, un magnate editorial recién propietario del periódico. En este evento, se cruza con Caroline Crowley, una socialité cuyo nombre le resulta familiar por los titulares que involucran la muerte de su esposo, Simon. Simon era un exitoso productor de cine obsesionado con capturar la autenticidad de la vida, a menudo se sumergía en la noche para filmar situaciones casuales. De manera trágica, su cuerpo fue encontrado entre los escombros de un edificio demolido. El misterio radica en cómo su cadáver llegó hasta allí, ya que el sitio estaba cerrado y asegurado con llave, lo que hace imposible determinar cómo terminó en ese lugar.
Caroline extiende una invitación a Porter para que visite su apartamento, donde le muestra informes policiales confidenciales que están relacionados con la misteriosa muerte sin resolver de Simon. Con cierto encanto, Caroline persuade a Porter para que emprenda una investigación en torno al caso. A lo largo de una serie de encuentros, ella lo envuelve en su encanto y lo seduce gradualmente. Porter, cuya conexión con su esposa Lisa y sus hijos se ha deteriorado, comienza a ceder ante la tentación.
Mientras explora las pertenencias de Simon, Porter comienza a vislumbrar una imagen de él como un individuo excéntrico y dominante. Descubre que Simon grababa meticulosamente su propia vida, a veces utilizando cámaras ocultas, y sometía a Caroline a crueles bromas y juegos mentales para capturar sus reacciones genuinas. Caroline posee una bóveda donde almacena miles de tarjetas con imágenes de estos incidentes. Sin embargo, a pesar de esta exposición a la vida íntima de Simon, Porter sigue sin obtener ninguna pista sobre las circunstancias de su muerte.
Hobbs descubre el romance entre Porter y Caroline, y lo obliga a emprender una investigación que lo respalde, bajo amenazas sobre contarle a la familia de Porter sobre su amorío. Hobbs está obsesionado con encontrar una tarjeta de memoria específica que cree que Caroline está utilizando para chantajearlo. Cuando Porter la interroga, Caroline confiesa que también está en busca de esa misma tarjeta. Revela que, en un juego de beber, Simon la desafió a tener relaciones sexuales con un extraño y registrar el encuentro usando una cámara oculta. De manera fortuita, ese encuentro involucró a Hobbs, llevándola a tener relaciones con él. Cuando Simon vio el video, reaccionó violentamente y escondió la tarjeta de memoria. Tras la muerte de Simon, Hobbs comenzó a amenazarla.
Porter, al forzar a Caroline a admitir que solo lo sedujo con el propósito de obtener su ayuda, se retira con desilusión. Afuera de su residencia, es interceptado por matones que trabajan para Hobbs. Son violentos con él, golpeándolo y amenazando con hacerle aún más daño a menos que encuentre el video en cuestión.
Porter se dirige al hogar de ancianos para visitar al padre de Simon, pero descubre que el anciano no es capaz de responderle. Cerca, nota una cámara de video en una mesa, pero la tarjeta de memoria contiene solo imágenes de las visitas de Simon a su padre. Mientras tanto, los hombres de Hobbs irrumpen violentamente en la casa de Porter, y en el caos, hieren accidentalmente a su hijo. Como resultado, Lisa, angustiada, se lleva a los niños y abandona a Porter. Tras atacar al abogado de Hobbs como venganza, Porter regresa a ver el video del hogar de ancianos y se da cuenta de que el padre de Simon tenía visitas regulares de una mujer llamada Sra. Segal. Porter decide investigar a la Sra. Segal y descubre registros financieros que revelan que ella estaba facturando al patrimonio de Simon por sus visitas a su padre, así como por servicios desconocidos a una tarifa mensual de $5000. Mientras está en su casa, la Sra. Segal regresa y lo encuentra allí. Tras una explicación, Porter se entera de que ella fue amiga cercana de la familia de Simon y se convirtió en una figura materna para él después de la muerte de su madre cuando era niño. En agradecimiento por su bondad, Simon le proporcionó un subsidio mensual una vez que se volvió rico. La Sra. Segal sintió la necesidad de merecer el dinero y se convirtió en una especie de cuidadora del padre de Simon. Porter le pregunta sobre los cargos a la herencia y la Sra. Segal confiesa que Simon le pidió antes de su muerte que enviara copias de una tarjeta de memoria a Hobbs cada mes. Aunque ella nunca vio su contenido, le entrega a Porter la última copia que le queda. Al revisar el contenido, Porter descubre una conversación íntima y profunda entre Hobbs y Caroline antes de que mantuvieran relaciones sexuales.
Porter decide devolver el video a Hobbs, poniendo fin a la amenaza que pesaba sobre él y su familia. Como muestra de buena voluntad, Hobbs le entrega una llave que su equipo encontró durante la búsqueda del video en el apartamento de Caroline. Porter se da cuenta de que esa llave corresponde a la cerradura del sótano del edificio donde encontraron a Simon. Curioso, se dirige al lugar y descubre otra cámara oculta. La tarjeta de memoria de esta cámara revela que Simon llevó a Caroline al edificio la noche en que perdió la vida. Tras ver el contenido del video sexual, Porter insiste en conocer un oscuro secreto sobre el padrastro de Caroline, que ella confesó a Hobbs. Lo que ve en el video es el impactante interrogatorio violento de Simon a Caroline, lo cual culmina en su muerte.
A la mañana siguiente, Porter se encuentra con Caroline y revela la existencia de la grabación. Decidiendo tomar precauciones, le entrega una copia del video, manteniendo el original como garantía para evitar que se comunique con su familia (una medida que previamente había utilizado para su propio beneficio). A su vez, Caroline comparte el secreto que había compartido con Hobbs, pero que había mantenido oculto de Simon. Tras este intercambio, Porter le desea lo mejor y se retira.
En una narración en off, Porter confiesa sentir culpa por todos los eventos que han ocurrido, incluyendo su divorcio, y admite que la experiencia lo ha corrompido, al mismo tiempo que ha revelado una oscuridad interna que siempre estuvo presente. En la escena final, Porter pasa frente a la casa de Caroline, quien ahora está casada nuevamente, y ambos se miran por última vez, marcando un momento de despedida y reflexión.

## Elenco
- Adrien Brody como Porter Wren
- Yvonne Strahovski como Caroline Crowley
- Jennifer Beals como Lisa Wren
- Campbell Scott como Simon Crowley
- Linda Lavin como Norma Segal
- Steven Berkoff como Hobbs
- Kevin Breznahan como Ron
- Thomas Bair como Tommy

## Producción
Adrien Brody e Yvonne Strahovski se incorporaron al elenco de la película el 29 de enero de 2014.

## Liberar
La película se estrenó el 20 de mayo de 2016 a través de Lionsgate Premiere .

### Respuesta crítica
En el sitio web de reseñas Rotten Tomatoes, Manhattan Nocturno tiene una tasa de aprobación del 36%, basada en 22 reseñas, con una calificación promedio de 4.88/10. En Metacritic, la película tiene una puntuación de 44 sobre 100, basada en 14 críticas, lo que indica una recepción de "críticas mixtas o promedio".

## enlaces externos
- Manhattan nocturno en Internet Movie Database (en inglés).
- Manhattan nocturno en AllMovie (en inglés).
- Manhattan nocturno en Rotten Tomatoes (en inglés).
- Manhattan nocturno en Metacritic (en inglés).

- Datos: Q23925071